# Рецюківщина
Рецюківщина — селище в Україні, у Золотоніському районі Черкаської області. Входить до складу  Великохутірської сільської громади.

## Географія
Село розташоване в південно-західній частині району за 25 км від селища Драбів та за 36 км від залізничної станції Золотоноша. На півночі межує із селом Безбородьки, на сході — селом Великий Хутір, на півдні із селом Драбівці.

## Історія
Назва села походить від управителя панської економії Рецюка. Дата заснування поселення невідома, відомо лише що, у XVIII столітті воно існувало. В 1797 році поміщик Степан Томара, розподіляючи свої села і землі між синами, заповідав:

«Сину моєму генерал-майорові Василю Томарі село Коврай і половину степу Рецюківський».

Ймовірно, що пани Безбородьки, утворюючи в цьому степу маєток, назвали останній за назвою степу. Деякі місцеві старожили були впевнені, що ця назва походить від прізвища керівника економією Рецюка, що також документального підтвердження не має.
У 1862 році на володарскому хуторі Рацюковщина було 3 двори де жило 7 осіб (4 чоловічої та 3 жиночої статі)
Хутір є на мапі 1869 року як Рацюківщина.
Село постраждало внаслідок геноциду українського народу, проведеного радянським окупаційним урядом 1932—1933 та 1946–1947 роках.

## Населення
За даними перепису 2001 року населення становило 528 осіб. Населення станом на 2019 рік становило 439 осіб, у селі було 240 дворів[джерело?].

### Мовний склад
Рідна мова населення за даними перепису 2001 року:
| Мова       | Чисельність, осіб | Доля     |
| ---------- | ----------------- | -------- |
| Українська | 514               | 97,35 %  |
| Російська  | 14                | 2,65 %   |
| Разом      | 528               | 100,00 % |

## Галерея

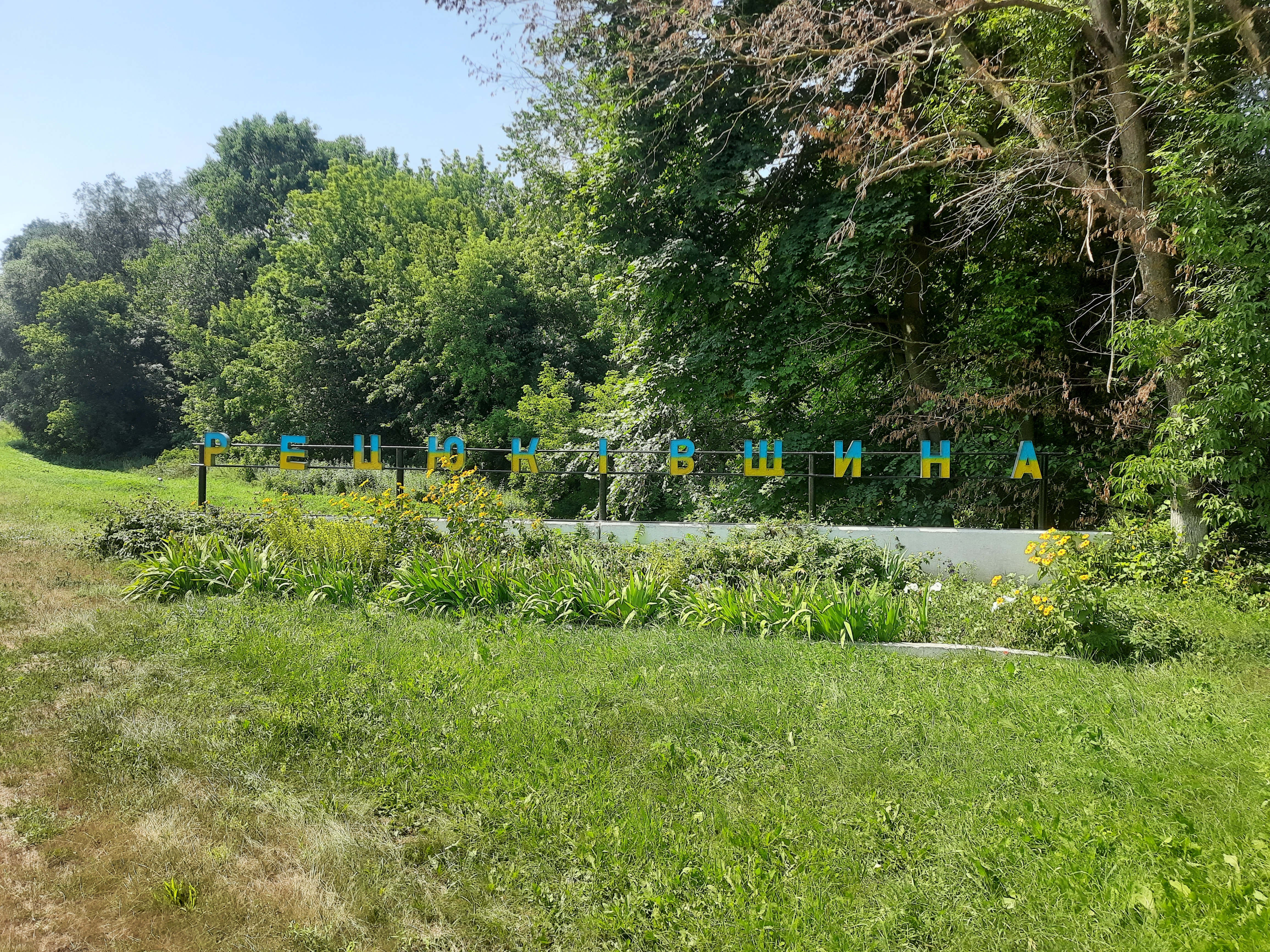
В'їзд у село Рецюківщину
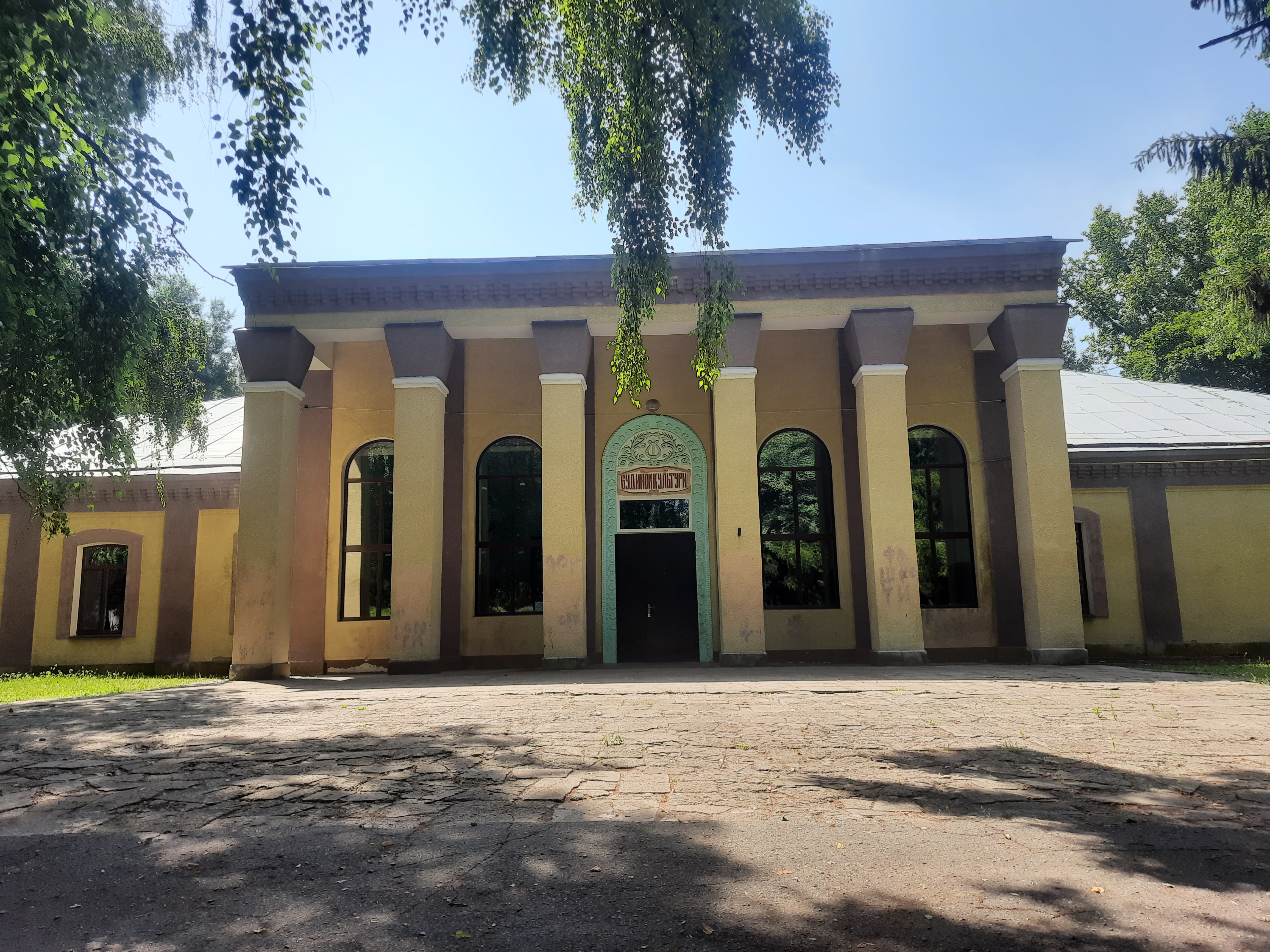
Будинок культури
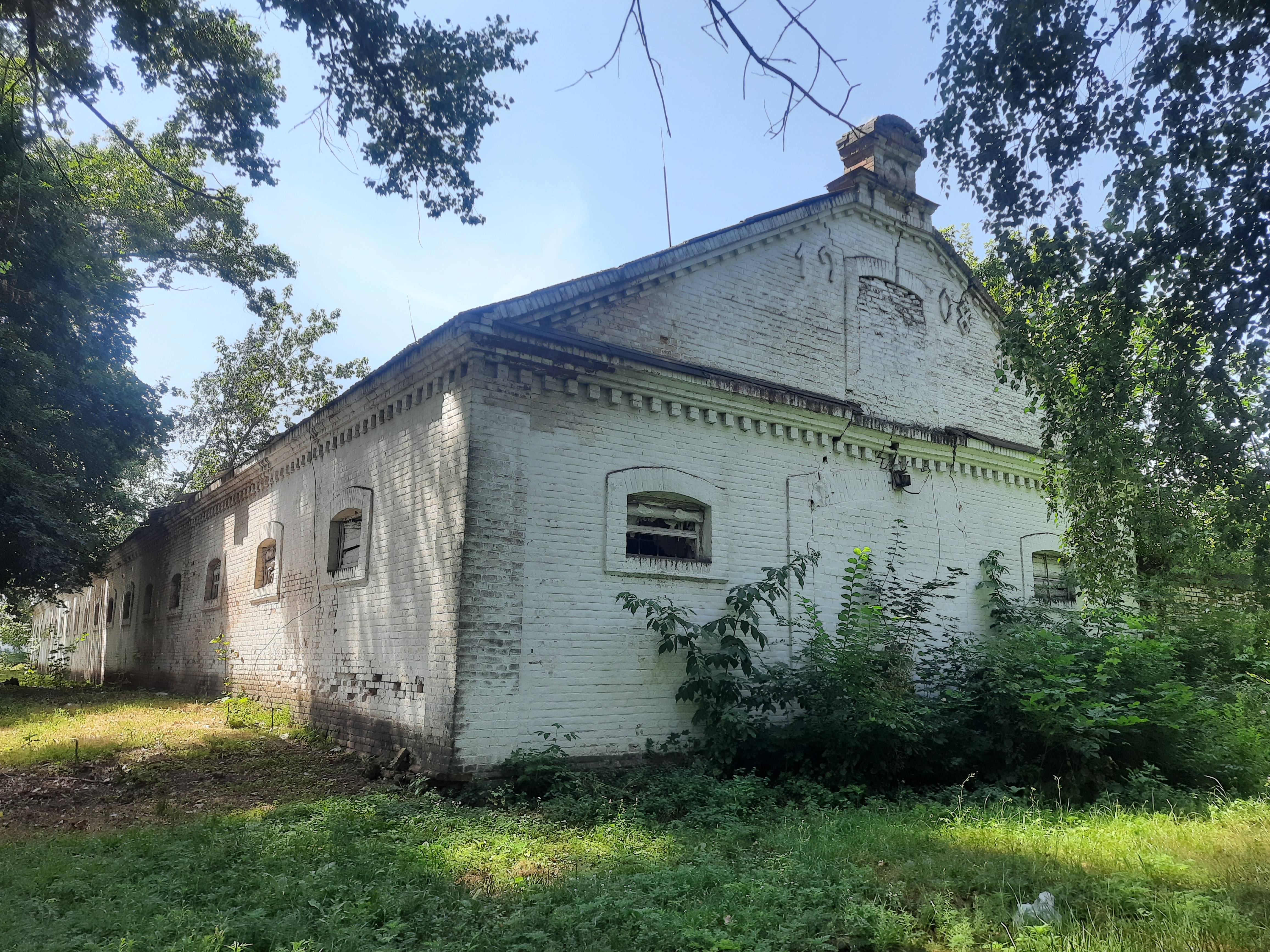
Панські воловні 1908 р.